# 信息工程大学駅
信息工程大学駅（しんそくこうていだいがくえき）は、中華人民共和国江蘇省南京市浦口区にある、南京地下鉄S8号線の駅である。

## 駅名
駅名については、事業着手当初は南京地下鉄集団は「盤城駅」の仮称を用いており、開業前に駅名が「信息工程大学駅」に決定したことが発表された。

## 歴史
- 2014年8月1日S8号線の駅として開業。

## 駅構造

### のりば
| 番線 | 路線             | 方面                                        | 行先          |
| ---- | ---------------- | ------------------------------------------- | ------------- |
|      | 南京地下鉄S8号線 | 泰馮路・泰山新村・長江大橋北・柳洲南路 方面 | 浦口公園 行き |
|      | 南京地下鉄S8号線 | 卸甲甸・長蘆・鳳凰山公園・金牛湖 方面       | 天長 行き     |

### 改札・出入口
- 1号出入口：寧六路南・南京信息工程大学
- 2号出入口：寧六路北

## 駅周辺
- 南京信息工程大学
- 竜王山

## 隣の駅
南京地下鉄
■S8号線
高新開発区駅- 信息工程大学駅-卸甲甸駅